# ديفيد راسيل (سياسي)
ديفيد راسيل (بالإنجليزية: David Russell)‏ هو محام بالقضاء العالي وسياسي أسترالي، ولد في 2 ديسمبر 1950 في دالبي في أستراليا. حزبياً، نشط في الحزب الوطني الليبرالي في كوينزلاند.

## وصلات خارجية
- الموقع الرسمي